# 店村新次
店村 新次（たなむら しんじ、1919年3月3日 - 1991年8月20日）は、日本のフランス文学者、翻訳家。同志社大学名誉教授。
フランス文学のほか、音楽関係の翻訳が多い。

## 経歴
満洲奉天生まれ。1941年東京外国語学校フランス語科卒。大日本航空に入りシンガポールで終戦を迎え抑留ののち復員。京都府立第三中学校（のち京都府立山城高等学校）教諭） 1950年天理大学助教授） 1953年同志社大学商学部助教授、教授。1983年「ロジェ・マルタン・デュ・ガール研究」で京都大学文学博士。1985年定年退任、聖隷学園聖泉短期大学教授。1991年8月20日、大腸癌のため死去。

## 著書
- 『やさしくまなべるフランス語文法のかなめ』（芸林書房） 1973
- 『ロジェ・マルタン・デュ・ガール研究』（三修社） 1983.1

## 翻訳
- 『二重の誤解』（プロスペール・メリメ、晃文社、フランス文学選集） 1948
- 『湖畔の恋人』（ラ・マルテイヌ、晃文社、フランス文学選集） 1949
- 『生成』（マルタン・デュ・ガール、法律文化社） 1968、のち講談社文庫
- 『文学的回想』（マルタン・デュ・ガール、法律文化社） 1970
- 『ショパン』（ジャン=マリー・グルニエ、赤瀬雅子共訳、音楽之友社、不滅の大作曲家） 1971
- 『チャイコフスキー』（ギー・エリスマン、音楽之友社、不滅の大作曲家） 1971
- 『ドビュッシー』（アントワーヌ・ゴレア、音楽之友社、不滅の大作曲家） 1971
- 『ベートーヴェン』（ジャン・ヴィトルト、音楽之友社、不滅の大作曲家） 1971
- 『モーツァルト』（マルチーヌ・カディユ、音楽之友社、不滅の大作曲家） 1971
- 『バッハ』（クロード・レーマン、浅尾己巳子共訳、音楽之友社、不滅の大作曲家） 1972
- 『老いたるフランス / 水ぶくれ』（ロジェ・マルタン・デュ・ガール、広田正敏共訳、三修社） 1973
- 『20世紀文学における悲劇的世界像』（チャールズ・I・グリックスバーグ、楠木美和子共訳、法律文化社） 1973
- 『イタリア音楽史』（ナニー・ブリッジマン、白水社、文庫クセジュ） 1975
- 『ヴェーベルン』（クロード・ロスタン、音楽之友社、不滅の大作曲家） 1975
- 『意志と偶然 ドリエージュとの対話』（ピエール・ブーレーズ、法政大学出版局、りぶらりあ選書） 1977
- 『ゴーチェ幻想作品集』（小柳保義共訳、創土社） 1977.3
- 『シュッツ』（ロジェ・テラール、浅尾己巳子共訳、音楽之友社、不滅の大作曲家） 1981.4
- 『ピアノ演奏解釈』（アルフレッド・コルトー、ジャンヌ・ティエフリー編、ムジカノーヴァ） 1983.12

## 参考
- 吉川浩「昭和史の体現 : 店村新次先生を偲ぶ」『聖隷学園聖泉短期大学人文・社会科学論集』第9巻、聖泉大学、1992年3月31日、3-25頁、NAID 110004686418。